# Hamborn
Hamborn è un distretto urbano (Stadtbezirk) di Duisburg.
Ha una superficie di 20,84 km² e una popolazione (2008) di 71.329 abitanti.

## Geografia antropica

### Suddivisioni amministrative
Il distretto urbano di Hamborn è diviso in 6 quartieri (Stadtteil):
- 201 Röttgersbach
- 202 Marxloh
- 203 Obermarxloh
- 204 Neumühl
- 205 Alt-Hamborn